# Johann Dietrich Lendorf

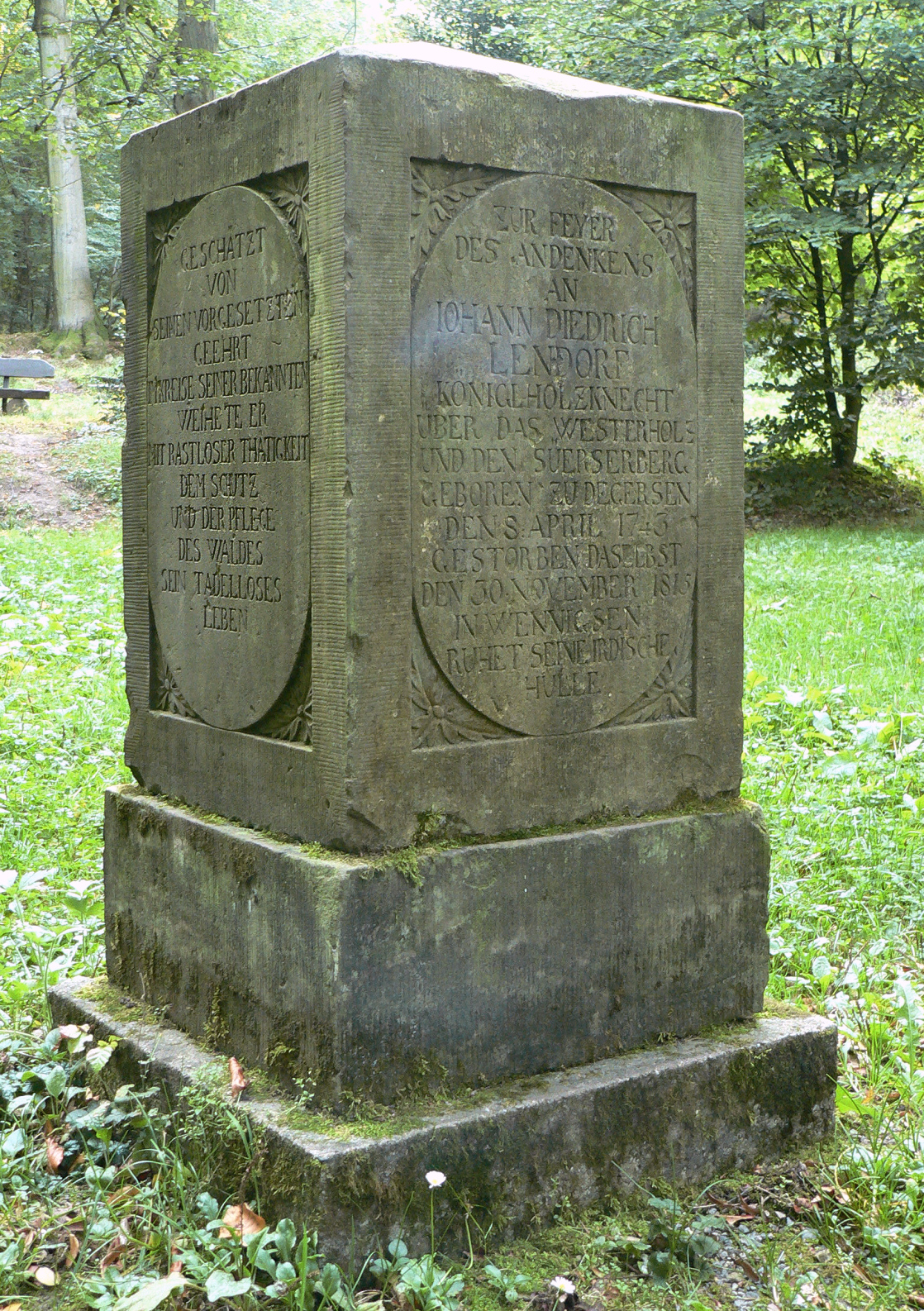
Lendorf-Denkmal

Johann Dietrich Lendorf (* 8. April 1743 in Degersen; † 30. November 1815 ebenda) war ein deutscher Knecht.

## Leben
Lendorf war königlicher hannoverscher Holzknecht im Dienste der Oberförsterei Wennigsen. Er arbeitete in königlichen Forstbezirken im Westerholz bei Degersen und am Suerserberg. Diese wurden in den 1840er Jahren gegen den bis dahin privaten Forstbezirk am Suerser Brink im Deister getauscht, an dessen Rand Lendorfs Denkmal steht. Sein Geburts- und Sterbehaus steht noch heute in Degersen, in der Straße Neuer Hagen 2. Teile der Inschrift des Lendorf-Denkmals besagen:
Geschätzt von seinen Vorgesetzten, geehrt im Kreise seiner Bekannten, weihte er mit rastloser Tätigkeit dem Schutz und der Pflege des Waldes sein tadelloses Leben. Der Redlichkeit und der Treue während 44-jähriger Dienstzeit. Seines Fleißes Zeugen umschatten diesen Gedenkstein.
Der Knecht Lendorf galt im 19. Jahrhundert als Musterbild des monarchischen Waldarbeiters.

## Denkmal
Zu Ehren von Johann Dietrich Lendorf wurde das Lendorf-Denkmal am Georgsplatz in Wennigser Mark errichtet. Es handelt sich bei dem Stein um ein eingetragenes Kulturdenkmal. Lendorf und der um ihn getriebene Kult des treuen und braven Waldarbeiters erlangte solche Popularität, dass in seinem Geburtsort Degersen, der heute zur Gemeinde Wennigsen gehört, eine Straße nach ihm benannt wurde. 
Das Denkmal ist ein frühes Beispiel für ein Arbeiterdenkmal. Das Deisterholz war in jenen Jahren einer der wichtigsten Wirtschaftszweige im Calenberger Land. Ohne dieses hätte auch der Bergbau im Deister nicht seine volle Wirkung entfalten können.